# Абує-Меду
Абує-Меду — гора, розташована біля міста Дессе в Ефіопії. Це найвища гора в регіоні Амхара. Вона є складовою частиною вододілу двох річок — Блакитний Ніл і Аваш.
Висота гори сягає 4000 м.

## Виноски
1. ↑  Peakbagger.com. Архів оригіналу за 22 жовтня 2014. Процитовано 15 жовтня 2014.
2. ↑  Panoramio — Photos of the World. Архів оригіналу за 19 січня 2014. Процитовано 15 жовтня 2014.
3. ↑  Ābuyē Mēda / Abuye Meda, (ET10), Ethiopia, Africa. Архів оригіналу за 3 жовтня 2021. Процитовано 15 жовтня 2014.